# Sabanê
Sabanê, jedna od nekoć najjačih skupina Nambikwara Indijanaca koja je u ranom 20 stoljeću obitavala u džunglama u blizini Campos-Novosa u zapadnom Brazilu. Rana populacija prije epidemija koje su vladale između 1907. i 1930. iznosila je oko 1,000. Godine 1928. kada posjećuju telegrafsku postaju Campos-Novos izbrojeno je svega 127 muškaraca, kojima još treba pribrojati žene i djecu. U 11. mjesecu 1929. godine pogodi ih epidemija gripe, da bi ih 1938. preostalo 19 muškaraca sa ženama i djecom.
Sabanê koje je vidio Claude Lévi-Strauss bila je udružena sa skupinom Tarundé, koji su im po svemu bili bliski, osim po jeziku, pa su se sporazumijevali pomoću nekoliko osoba koje su služile kao tumači.
Sabanê nisu nestali, preostalo ih je 60 na Mato Grossu (1995 AMTB), ali se integriraju u brazilsku kulturu. Jezik sabanes (abones ili sabanê) član je porodice Nhambicuaran. Indijanci su trilingualni u sabanes, sjeverni nambikwara i portugalskom.

## Vanjske poveznice
- Sabanês
- tropiques